# Grand Prix de la Députation de Cantabrie
Le Grand prix de la députation de Cantabrie (Gran Premio Diputación de Cantabria en espagnol) est le prix d'une régate de trainières qui a eu lieu en 1988, 1989 et 1990 en Région cantabrique.

## Histoire
En 1988 la Députation de Cantabrie a décidé d'octroyer 22 millions de pesetas pour soutenir l'aviron. Avec l'argent on a organisé 6 régates pour les clubs cantabres. Pour finaliser on disputera le GP Députation de Cantabrie, avec invitation des clubs vainqueurs de Biscaye, Guipuscoa et la Galice.

## Palmarès
| Edition | Année | Vainqueur | Second    | Troisième |
| I       | 1988  | San Pedro | Zierbena  | Meira     |
| II      | 1989  | Zumaia    | Santurtzi | Castropol |
| III     | 1990  | Zierbena  | Meira     | Zumaia    |

## Palmarès régates autonomes 1988
| Edition | Vainqueur | Second  | Troisième           |
| 1e      | Santoña   | Camargo | Ciudad de Santander |
| 2e      | Santoña   | Camargo | Ciudad de Santander |
| 3e      | Santoña   | Camargo | Castro Urdiales     |

## Palmarès régates autonomes 1989
| Edition | Vainqueur           | Second              | Troisième       |
| 1e      | Ciudad de Santander | Castro Urdiales     | Santoña         |
| 2e      | Ciudad de Santander | Santoña             | Castro Urdiales |
| 3e      | --                  | --                  | --              |
| 4e      | --                  | --                  | --              |
| 5e      | Ciudad de Santander | Santoña             | Castro Urdiales |
| 6e      | Santoña             | Ciudad de Santander | Castro Urdiales |
| 7e      | Santoña             | Ciudad de Santander | Castro Urdiales |

- Note: La 5e régate autonome fut aussi Championnat de Cantabrie de trainières.

## Palmarès régates autonomes 1990
| Edition | Vainqueur       | Second              | Troisième |
| 1e      | --              | --                  | --        |
| 2e      | Castro Urdiales | Ciudad de Santander | Camargo   |

### Sources
- (es) Cet article est partiellement ou en totalité issu de l’article de Wikipédia en espagnol intitulé « Gran Premio Diputación de Cantabria » (voir la liste des auteurs).